# Asociación para la vivienda

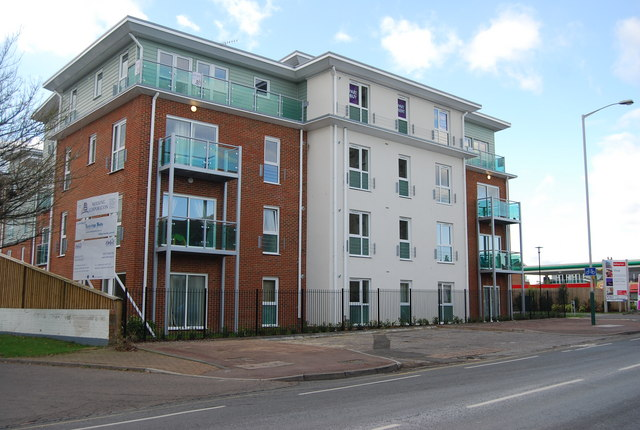
Housing Association development, St John's Rd

Las asociaciones para la vivienda o Housing associations, en Reino Unido, son organizaciones sin ánimo de lucro e independientes que proveen vivienda social de bajo coste para personas que necesitan vivienda. Tan sólo se utiliza algo de comercio para poder obtener algún beneficio con el que mantener el proyecto de casas existentes y para ayudar a financiar nuevas. Son hoy en día, los mayores proveedores de casas nuevas en alquiler, siguiendo esquemas para compartir equitativamente para ayudar a población que no puede realizar el esfuerzo de comprar sus propias casas en un determinado momento.
Estas asociaciones proveen un rango amplio de viviendas, algunas de estas asociaciones gestionan casas grandes para familias y otras, casas y sistemas de habitación para población de edad avanzada. Existen también asociaciones que dedican su esfuerzo a personas con problemas de salud mental, discapacidad, dependencia de drogas, sin techo, jóvenes, mujeres víctimas de violencia de género, etc.

## Historia
Este tipo de asociaciones aparecen por primera vez en la segunda mitad del siglo XIX, como parte de organizaciones filantrópicas y de voluntarios, promovidas por la nueva clase media que la Revolución Industrial había creado.